# 한국수력원자력
한국수력원자력주식회사(韓國水力原子力株式會社, Korea Hydro & Nuclear Power Co.,Ltd.,약칭 한수원 KHNP)는 2001년 4월 2일 설립된 한국전력공사 계열의 발전회사이다. 「전력산업구조개편촉진에 관한 법률」에 따라서 한국전력공사로부터 분리, 설립되었다.

## 연혁
- 2001년 3월 : 한국수력원자력㈜ 창립총회

## 역대 사장
임기는 3년이다. 
 선출 방식은:한수원 주주총회→산업부 장관 제청→대통령 임명→한수원 통보 순으로 진행된다.
| 대수 | 성명   | 취임   | 퇴임   | 비고         |
| ---- | ------ | ------ | ------ | ------------ |
| 초대 | 최양우 | 2001년 | 2003년 |              |
| 2대  | 정동락 | 2003년 | 2004년 |              |
| 3대  | 이중재 | 2004년 | 2007년 |              |
| 4대  | 김종신 | 2007년 | 2012년 |              |
| -    | 송재철 | 2012년 | -      | 사장직무대행 |
| 5대  | 김균섭 | 2012년 | 2013년 |              |
| 6대  | 조석   | 2013년 | 2016년 |              |
| 7대  | 이관섭 | 2016년 | 2018년 |              |
| -    | 전영택 | 2018년 | -      | 사장직무대행 |
| 8대  | 정재훈 | 2019년 | 2022년 |              |
| 9대  | 황주호 | 2022년 | 현재   |              |

## 조직
- 상임감사위원
- 감사실

### 사장
- 비서실
- 홍보실
- 전략경영단
- 안전경영단
- 품질기술본부
- 기획본부
- 관리본부
- 발전본부
- 엔지니어링본부
- 수출사업본부
- 건설사업본부
- 그린사업본부

#### 경영부사장
- 조달전략실
- 기획본부
  - 조직평가실
  - 기획처
  - 상생협력처
  - 재무처
  - 준법경영실
- 관리본부
  - 노경협력처
  - 인사처
  - 조달처
  - ICT융합처
  - 사이버보안센터

#### 기술부사장
- 원전통합경영실
- 발전본부
  - 발전처
  - 연료실
  - 규제협력처
  - 원전사후관리처
- 엔지니어링본부
  - 엔지니어링처
  - 설비개선처
  - 구조기술처

### 사업소

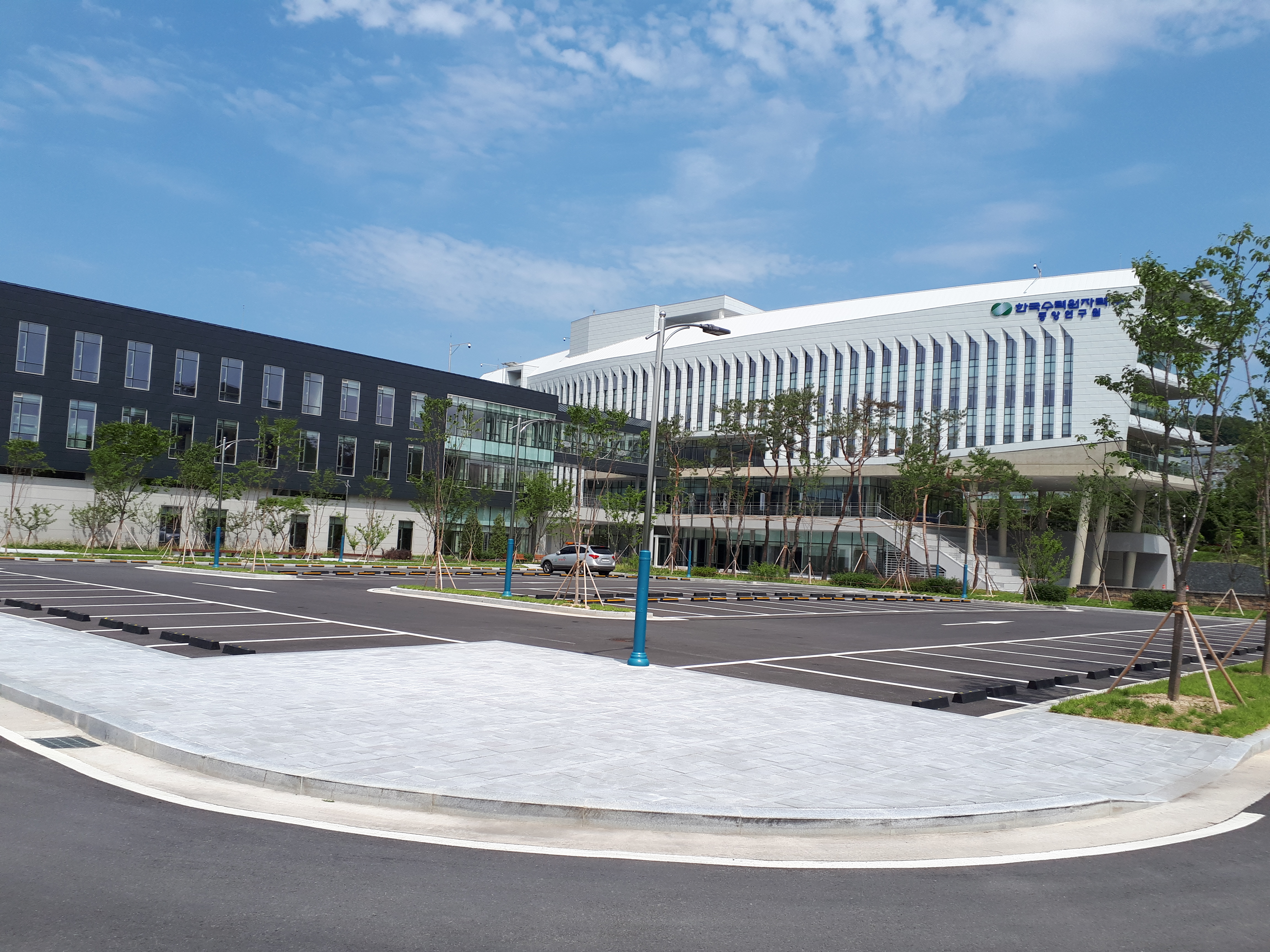
중앙연구원

- 방사선보건원
- 인재개발원
- 중앙연구원
- 한강수력본부
- 청평양수발전소
- 삼랑진양수발전소
- 무주양수발전소
- 산청양수발전소
- 양양양수발전소
- 청송양수발전소
- 예천양수발전소
- UAE사업처
- 바라카원자력본부
- 고리원자력본부
- 한빛원자력본부
- 월성원자력본부
- 한울원자력본부
- 새울원자력본부
- 미주·유럽지사
- 엘다바건설소
- 체르나보다건설소

## 한국전력공사와의 관계
한국수력원자력은 한국전력공사로부터 분리되어 있는 상법상의 주식회사로서 「독점규제 및 공정거래에 관한 법률」 제2조 및 「전력산업구조개편촉진에 관한 법률」에 따른 한국전력공사의 계열회사이다.

## 발전소 현황
- 원자력
  - 고리원자력발전소
  - 월성원자력발전소
  - 한빛원자력발전소
  - 한울원자력발전소
  - 새울원자력발전소

- 수력
  - 칠보수력발전소
  - 의암수력발전소
  - 청평수력발전소
  - 춘천수력발전소
  - 팔당수력발전소
  - 화천수력발전소
  - 보성강수력발전소
  - 괴산수력발전소
  - 안흥수력발전소
  - 강릉수력발전소

- 양수
  - 무주양수발전소
  - 산청양수발전소
  - 양양양수발전소 1,000MW 한국 최대 단일 양수발전소이다
  - 예천양수발전소 600MW양수 발전소이다
  - 청송양수발전소
  - 청평양수발전소 400MW능력 이다
  - 삼랑진양수발전소 600MW 양수발전소다

## 종합에너지기업으로의 도약
한수원은 원자력분야 이외에도 수력과 양수, 그리고 태양광 및 풍력과 같은 신재생에너지를 아우르는 종합에너지기업으로 도약하고자 노력하고 있다. 한수원은 신재생에너지 설비용량을 2030년까지 24%로 끌어올리는 것을 목표로 현대차 태양광 설치(12.6MW), 서남해 해상풍력(60MW), 인천연료전지(40MW) 등의 사업을 추진 중에 있다. 또한 UAE 원전 수주에 이어 이집트 및 체코 등 해외 원전시장 수주를 목표로 하고 있으며 칠레 태양광발전사업, 미국 풍력발전사업 진출을 기반으로 해외 신재생사업을 다각화하기 위한 노력을 하고 있다.

## APR1400설계인증
한수원은 2018년 9월27일 미국 원자력규제위원회(NRC)로부터 한국형 3세대 신형원전(APR1400)의 표준설계 인증서를 최종 취득하였다. 본 인증은 미국 이외의 나라에서 개발한 원자로 노형으로는 세계 최초 설계인증을 받은 사례이다. (APR1400)은 2017년 10월 유럽사업자요건인 EUR 인증을 취득하였으며 세계 양대 인증을 취득함으로써 미국 및 동유럽을 포함한 세계 원전시장 진출의 교두보를 확보하였다.

## UAE 원전 사업 진출
2009년 12월 27일 한전 컨소시엄은 UAE에 1400MW급 (APR1400) 노형 원전4기 수출 계약을 체결했다. 한국은 UAE 원전사업을 수주함으로써 세계 6번째로 상용원전 수출국으로 부상하였으며, 특히 프랑스 아레바사 및 미국 GE사와 일본 히타치사 컨소시엄과의 경합 끝에 얻은 성과로, 한국형 원전의 우수성을 세계적으로 인정받았다는 데 큰 의미가 있다. 이것으로 한국은 1978년 상업협 원전인 고리1호기를 외국 기술로 도입하여 가동한 이후 31년만에 우리기술로 원전을 수출하는 나라가 되었다. 한국수력원자력은 UAE 원전사업에서 한전 컨소시엄을 통해 4개 원전 시운전 업무를 전담하고 있다. 또한, UAE 원전 운영지원을 위해 한국수력원자력은 2016년 7월 BNPP 원전 운영사인 Nawah Energy와 운영지원계약을 체결하고, 2019년 6월 한수원-KPS 컨소시엄이 Nawah Energy와 정비사업계약을 체결하여 후속사업에 주도적으로 참여하고 있다.

## 해외 신재생사업 진출
한수원은 2020년 9월 국내 금융기관과 컨소시엄을 구성하여 미국에서 총 설비용량 852MW 규모의 4개 대형 육상풍력단지 지분 49.9%를 인수하며 한수원 최초로 북미 대형풍력 발전시장 진출에 성공하였다. 또한 2020년 9월 칠레 산티아고 부근 2개 단지에 13MW 규모의 태양광 발전사업 공동투자를 위한 주주협약을 체결하였으며 2021년 준공 및 상업운전을 목표로 건설 추진 중이다.

## 같이 보기
- 경주 한국수력원자력 축구단
- 경주 한국수력원자력 여자 축구단
- 한국전력공사
- 한국원자력문화재단
- 한국원자력환경공단
- 도쿄 전력 홀딩스
- 도호쿠 전력
- 2013년 원전비리 사건